# Långvattnet (Frostvikens socken, Jämtland, 713742-143758)
Långvattnet är en sjö i Strömsunds kommun i Jämtland och ingår i Ångermanälvens huvudavrinningsområde. Sjön har en area på 0,0861 kvadratkilometer och ligger 475,6 meter över havet.

## Delavrinningsområde
Långvattnet ingår i det delavrinningsområde (713632-143723) som SMHI kallar för Inloppet i Djupvattnet. Medelhöjden är 611 meter över havet och ytan är 14,42 kvadratkilometer. Det finns inga avrinningsområden uppströms utan avrinningsområdet är högsta punkten. Vattendraget som avvattnar avrinningsområdet har biflödesordning 4, vilket innebär att vattnet flödar genom totalt 4 vattendrag innan det når havet efter 299 kilometer. Avrinningsområdet består mestadels av skog (81 procent) och kalfjäll (16 procent). Avrinningsområdet har 0,42 kvadratkilometer vattenytor vilket ger det en sjöprocent på 2,9 procent.